# Bates Motel (televisieserie)

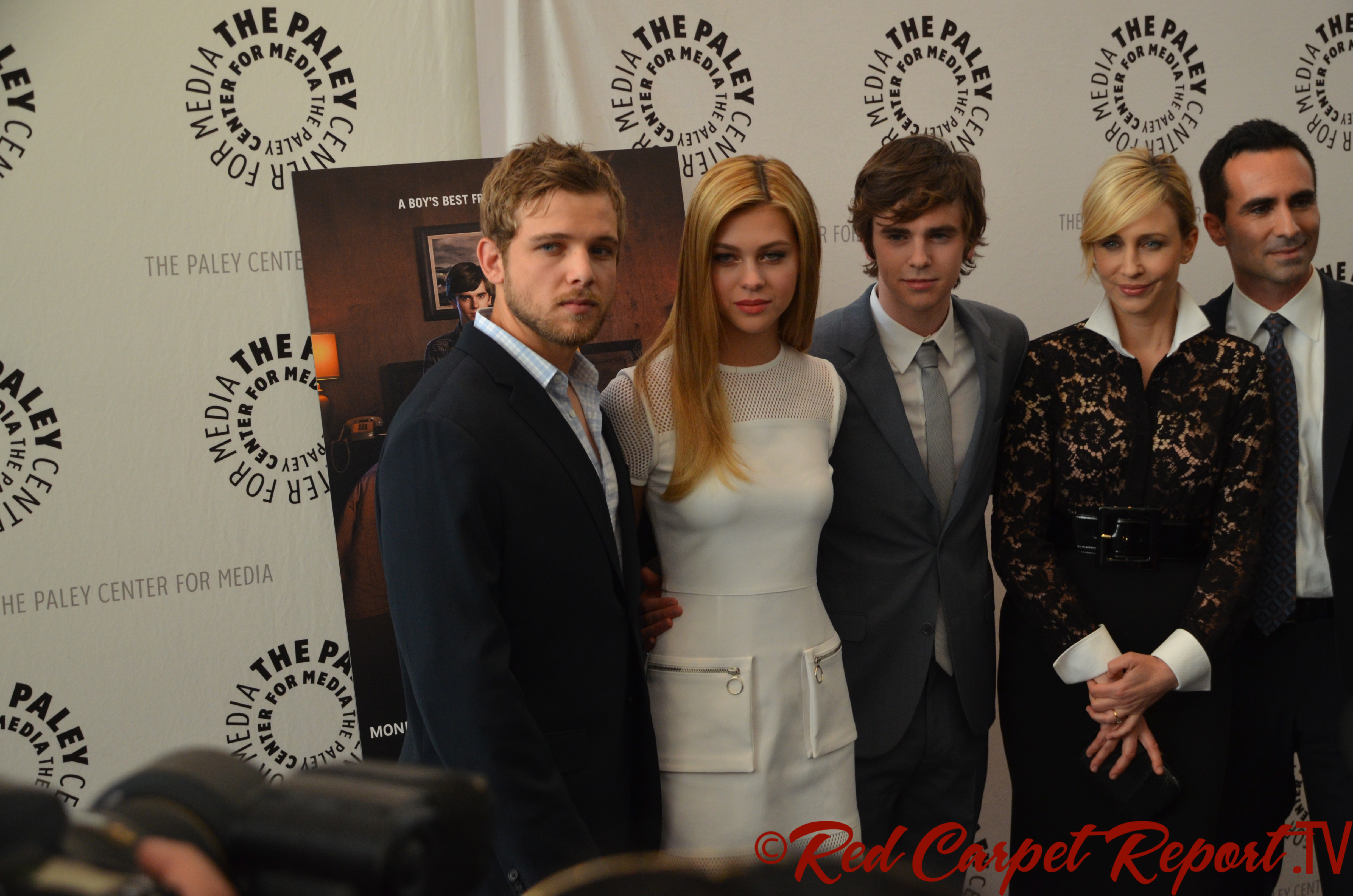
cast van Bates Motel.

Bates Motel is een Amerikaanse dramaserie ontwikkeld voor televisie door Carlton Cuse, Kerry Ehrin en Anthony Cipriano, en geproduceerd door Universal Television voor A&E.
De serie vertelt de voorgeschiedenis van de film Psycho uit 1960 van Alfred Hitchcock (gebaseerd op het gelijknamige boek van Robert Bloch) en belicht het leven van Norman Bates en zijn moeder Norma voorafgaand aan de gebeurtenissen die in Hitchcocks film aan bod komen. De serie speelt zich in een andere fictieve plaats af (White Pine Bay, Oregon) dan de oorspronkelijk fictieve plaats in de film (Fairvale, Californië). Verder is het tienerleven van Norman Bates in de serie totaal anders dan hoe het werd voorgesteld in de film Psycho IV: The Beginning. Ook is de setting naar de moderne tijd verplaatst, al zitten er wel typische jaren-zestig elementen in, zoals de auto van Norma en de kledingstijl van moeder en zoon Bates. De serie begint na het overlijden van Norma's man, die door Norman wordt gedood als hij zijn moeder bij een ruzie met zijn vader wil verdedigen. Norma wil dit verbergen en zet een dodelijk ongeluk in scène. Norma en Norman verhuizen dan naar Oregon om een motel te betrekken dat Norma op een veiling heeft gekocht om zo met Norman een nieuw leven te beginnen.
Bates Motel werd gefilmd in Aldergrove in Brits-Columbia (Canada) en ging in première op 18 maart 2013. Producent A&E besloot de pilotaflevering niet te doen en gelijk een tiendelige serie te bestellen voor het eerste seizoen. Het tweede seizoen bestaat ook uit 10 afleveringen en ging op 3 maart 2014 in de Verenigde Staten in première. Op 7 april 2014 werd een derde seizoen besteld, dat op 9 maart 2015 in première ging. In Nederland ging het eerste seizoen op 19 januari 2014 in première bij BNN op Nederland 3, in Vlaanderen op 24 mei 2015 bij 2BE.

## Rolverdeling
| Acteur           | Personage      | Aantal afleveringen | Aantal afleveringen | Aantal afleveringen | Aantal afleveringen | Aantal afleveringen |
| Acteur           | Personage      | S1                  | S2                  | S3                  | S4                  | S5                  |
| ---------------- | -------------- | ------------------- | ------------------- | ------------------- | ------------------- | ------------------- |
| Vera Farmiga     | Norma Bates    | 10                  | 10                  | 10                  | 10                  | 10                  |
| Freddie Highmore | Norman Bates   | 10                  | 10                  | 10                  | 10                  | 10                  |
| Max Thieriot     | Dylan Massett  | 9                   | 10                  | 10                  | 10                  | 8                   |
| Olivia Cooke     | Emma Decody    | 9                   | 10                  | 10                  | 8                   | 7                   |
| Nicola Peltz     | Bradley Martin | 9                   | 2                   | 3                   |                     |                     |
| Nestor Carbonell | Alex Romero    | 8                   | 9                   | 10                  | 10                  | 8                   |
| Kenny Johnson    | Caleb Calhoun  |                     | 3                   | 10                  | 1                   | 4                   |

## Productie
Carlton Cuse verklaarde in een interview dat hij en zijn crew hun inspiratie grotendeels hadden gehaald uit de serie Twin Peaks.
Een replica van het originele motel uit de film werd gebouwd op de locatie in Aldergrove, aan 272 Street. Het origineel staat bij de Universal Studios Hollywood in Los Angeles.